# Tabanocella mordosa
Tabanocella mordosa är en tvåvingeart som först beskrevs av Austen 1912.  Tabanocella mordosa ingår i släktet Tabanocella och familjen bromsar.
Artens utbredningsområde är Madagaskar. Inga underarter finns listade i Catalogue of Life.